# Scotty Morrison
Ian "Scotty" Morrison, kanadski hokejski sodnik, funkcionar in bivši podpredsednik lige NHL, * 22. april 1930, Montreal, Quebec, Kanada.
Leta 1999 je bil pod kategorijo graditeljev sprejet v Hokejski hram slavnih lige NHL. 

## Kariera
Morrison se je rodil v Montrealu in kot mladinec igral hokej na ledu za eno od mladinskih selekcij moštva Montreal Canadiens. Ko je končal z igranjem, se je preusmeril v sojenje, sprva za amatersko QAHA, nato za amatersko člansko ligo Quebec Senior League. Leta 1952 je podpisal pogodbo z ligo WHL, že dve leti kasneje mu je najvišji sodnik lige NHL Carl Voss ponudil pogodbo. Ponudbo je sprejel in tedaj postal najmlajši sodnik lige v zgodovini. 
Leta 1955 je zapustil NHL in se podal v marketinške vode. V Vancouvru je delal za podjetje Goodyear Special Products, nato za Yardley, istočasno pa je sodil v WHL ligi.  Po petih letih ga je podjetje Yardley prestavilo v Toronto. Junija 1965 je bil imenovan za najvišjega sodnika lige NHL, kajti njegov predhodnik Carl Voss je odšel v pokoj tisto pomlad. Leta 1981 je postal uradnik lige, in kasneje njen podpredsednik za sojenje. 
Leta 1986 je Morrison zavzel položaj ligaškega podpredsednika oddelka za razvoj, ki je bil dodeljen Hokejskemu hramu slavnih lige NHL, v katerem je postal direktor. Na položaju je deloval do leta 1991, ko je bil imenovan za predsednika hrama, medtem ko je bil njegov podpredsedniški naslov leta 1992 ukinjen. Morrison je med drugim vodil hram v obdobju selitve iz Exhibition Placea v center Toronta, kjer se hram trenutno nahaja. Upokojil se je leta 1998. 
Leta 1999 je bil kot graditelj sprejet v Hokejski hram slavnih lige NHL. Leta 2002 je postal še skrbnik Stanleyjevega pokala. 